# Presa de San Pedro
Presa de San Pedro är en ort i Mexiko.   Den ligger i kommunen Saltillo och delstaten Coahuila, i den centrala delen av landet, 600 km norr om huvudstaden Mexico City. Presa de San Pedro ligger 1 955 meter över havet och antalet invånare är 338.
Terrängen runt Presa de San Pedro är varierad. Runt Presa de San Pedro är det ganska tätbefolkat, med 111 invånare per kvadratkilometer. Det finns inga andra samhällen i närheten. Omgivningarna runt Presa de San Pedro är i huvudsak ett öppet busklandskap.